# ۱۹۰۰ (فیلم)
۱۹۰۰ یا قرن بیستم (به ایتالیایی: Novecento) فیلمی حماسی محصول سال ۱۹۷۶ کشور ایتالیا و به کارگردانی برناردو برتولوچی است که رابرت دنیرو، دونالد ساترلند، دومنیک سندا، ژرار دوپاردیو، آلیدا والی و برت لنکستر در آن به ایفای نقش می‌پردازند. این فیلم که در سرزمین پدری برتولوچی در امیلیا-رومانیا بازی شده، زندگی دو مرد در حین آشفتگی‌های سیاسی که در نیمه اول قرن بیستم دامنگیر ایتالیا شده بود را روایت می‌کند. فیلم در جشنواره فیلم کن ۱۹۷۶ هم به روی صحنه رفت، اما نتوانست به دور نهایی راه یابد.
با مدت زمان ۳۱۷ دقیقه در نسخه اصلی خود، ۱۹۰۰ به عنوان یکی از طولانی ترین فیلم های تجاری منتشر شده شناخته شده است. طولانی بودن آن منجر به ارائه آن در دو بخش شد که در ابتدا در بسیاری از کشورها از جمله ایتالیا، آلمان شرقی و غربی، دانمارک، بلژیک، نروژ، سوئد، کلمبیا، پاکستان و ژاپن منتشر شد. در کشورهای دیگر، مانند ایالات متحده، یک نسخه ویرایش شده از فیلم منتشر شد. ۱۹۰۰ به طور گسترده ای به عنوان یک فیلم کلاسیک کالت در نظر گرفته شده است، و چندین نسخه ویدیوی خانگی را از توزیع کنندگان مختلف دریافت کرده است. نسخه مرمت‌شده فیلم خارج از رقابت در هفتاد و چهارمین جشنواره فیلم ونیز در سال ۲۰۱۷ به نمایش درآمد.

## داستان
در سال ۱۹۴۵، ایتالیا از دست فاشیست‌ها آزاد میشود. در ملکی در منطقه امیلیا-رومانیا، دهقانان تلاش می‌کنند به پارتیزان‌ها بپیوندند و آلفردو برلینگیری، را دستگیر کنند. مردی میانسال به نام آتیلا و زنی به نام رجینا که سعی در فرار دارند، با حمله زنان کارگری که چنگک به دست دارند، مواجه می‌شوند.